# Memoirs of the Wernerian Natural History Society
Memoirs of the Wernerian Natural History Society (abreviado Mem. Wern. Nat. Hist. Soc.) fue una revista ilustrada con descripciones botánicas que fue editada en Edimburgo por la Wernerian Natural History Society. Se publicaron 8 números en los años 1811-1839.